# Джон Макафи
Джон Макафи (на английски: John McAfee) (18 септември, 1945 г. – 23 юни 2021 г.) е шотландски и американски програмист, криптоентусиаст, търговец и двукратен кандидат за президент на САЩ, който безуспешно търси номинацията на Либертарианската партия за президент на Съединените щати през 2016 и 2020 г. През 1987 г. той написва първия комерсиален антивирусен софтуер и основава компанията McAfee Associates, за да може да продава софтуера. Макафи подава оставка през 1994 г. и продава останалия си дял от компанията.
Джон Макафи се превръща в най-големия критик на компанията през по-късните години, призовавайки потребителите да деинсталират антивирусния софтуер на компанията, който той характеризира като bloatware. Той се разграничава от продължаващото използване на неговото име за брандиране на продуктите на компанията – практика, която продължава, въпреки краткотрайния опит за корпоративно ребрандиране по време на собствеността на Intel.
Богатството на Макафи достига своя връх през 2007 г. на стойност 100 милиона долара, преди състоянието му да се срине във финансовата криза от 2007 – 2008. След като напуска McAfee Associates, той основава компаниите Tribal Voice (създателите на чат програмата PowWow), QuorumEx и Future Tense Central заедно с други хора и заема ръководни длъжности в компани като Everykey, MGT Capital Investments, Luxcore, и др. Неговите лични и бизнес интереси включват приложения за смартфони, криптовалута, йога и употреба на наркотици за развлечение. Той пребивава няколко години в Белиз, но се завръща в САЩ през 2013 г., докато е издирван в Белиз за разпит по подозрение в убийство.
През октомври 2020 г. Макафи е арестуван в Испания по обвинения за укриване на данъци в САЩ. Федералните прокурори на САЩ повдигат наказателни и граждански обвинения, твърдейки, че Макафи не е платил данъци върху доходите за период от четири години.
На 23 юни 2021 г. Макафи е намерен мъртъв поради вероятно самоубийство чрез обесване в затворническа килия близо до Барселона малко преди екстрадицията му в САЩ от страна на Испания. Смъртта му поражда спекулации и теории относно възможността той да е бил убит. Съпругата му Джанис Макафи не вярва, че той се е самоубил.

## Биография
Макафи е роден в Синдърфорд, Глостършър, Обединеното кралство, в американска военна база. Баща му е американец, а майка му шотландка. Отрасва в Салем, Вирджиния. Макафи казва, че се чувства колкото шотландец, толкова и американец. Когато Макафи е на 15 години, баща му, алкохолик-насилник, се самоубива с пистолет.
През 1967 г. той получава бакалавърска степен по математика от колежа Роанок, който впоследствие му присъжда степен почетен доктор на науките през 2008 г.

### Предприемачество
Преди McAfee Associates Макафи е работил като програмист в НАСА, в Института за космически изследвания в Ню Йорк 1968 г. – 1970 г. работи по програмата Аполо. Оттам той отива в Univac като софтуерен дизайнер, а по-късно в Xerox като архитект на операционна система. През 1978 г. се присъединява към Computer Science Corporation като софтуерен консултант. Работил е в консултантската фирма Booz Allen Hamilton от 1980 до 1982 г. През 1980 г., докато е нает от Lockheed, Макафи получава копие от компютърния вирус Brain, първия компютърен вирус за компютри и започна да разработва софтуер за борба с вирусите.
През 1987 г. Макафи основава McAfee Associates, която продава неговата програма, първият антивирусен софтуер на пазара. Компанията е регистрирана в Делауеър през 1992 г. и с първоначално публично предлагане през същата година. През 1994 г., две години след като McAfee Associates стана публична компания, Макафи продава останалия си дял в компанията и повече не е участвал в нейните операции.
След различни сливания и промени в собствеността, Intel придоби McAfee през август 2010 г. През януари 2014 г. Intel обявява, че свързаните с McAfee продукти ще бъдат пуснати на пазара като Intel Security. Макафи изразява удоволствието си от промяната на името, като казва: „Сега съм вечно благодарен на Intel, че ме освободи от тази ужасна връзка с най-лошия софтуер на планетата.“
Други бизнес начинания, основани от Макафи, включват Tribal Voice, който разработи една от първите програми за незабавни съобщения, PowWow. През 2000 г. той инвестира и се присъедини към борда на директорите на Zone Labs, производители на софтуер за защитна стена, преди придобиването му от Check Point Software през 2003 г.
През август 2009 г. The New York Times съобщава, че личното състояние на Макафи е спаднало до 4 милиона долара от максималните 100 милиона долара поради ефекта на финансовата криза от 2007 – 2008 г. върху неговите инвестиции.
През 2009 г. Макафи е интервюиран в Белиз за специалното CNBC „Десетилетието на балончетата“, в което се съобщава, че той е инвестирал или е построил много имения в САЩ, които са непродадени поради глобалната рецесия през 2007 г. В доклада се обсъжда и стремежът му да произвежда растения за възможни медицински цели на земята му в Белиз.
През февруари 2010 г. Макафи стартира компанията QuorumEx, със седалище в Белиз, която има за цел да произвежда билкови антибиотици за нарушен бактериален баланс.
През юни 2013 г. Макафи качва пародиен видеоклип, озаглавен „Как да деинсталирате McAfee Antivirus“ на своя канал в YouTube. Във видеото Макафи разкритикува антивирусния софтуер на McAfee, докато подсмърча бял прах и е гален и събличан от оскъдно облечени жени. Видеото събира над 10 милиона гледания. Макафи казва пред Ройтерс, че е направил видеоклипа, за да осмее негативното му отразяване от медиите. Говорител на McAfee Inc. нарича изявленията във видеоклипа „нелепи“.
Също през 2013 г. Макафи стартира компанията Future Tense Central, чиято цел е да произведе защитено компютърно мрежово устройство, наречено D-Central.
През февруари 2014 г. Макафи обявява Cognizant, приложение за смартфони, което показва информация за разрешенията на други инсталирани приложения. През април 2014 г. Cognizant е преименуван на DCentral 1 и версия на Android за него е пусната безплатно в Google Play.
По време на конференцията DEF CON в Лас Вегас, Невада, през август 2014 г. Макафи предупреждава американците да не използват смартфони, предполагайки, че приложенията се използват за шпиониране на невежи потребители, които не четат потребителските споразумения за поверителност.
През януари 2016 г. той става главен евангелизатор за стартиране на сигурността Everykey.
През февруари 2016 г. Макафи получава медийно внимание, като доброволно дешифрира iPhone, използван от стрелците от Сан Бернардино, избягвайки необходимостта Apple да изгради задна врата. По-късно Макафи признава, че твърденията му за това колко просто би било разбиването на телефона са рекламен трик, въпреки че все още твърди, че може да го направи.
През май 2016 г. Макафи е назначен за главен изпълнителен директор на MGT Capital Investments, технологичен холдинг. Първоначално компанията заявява, че ще се преименува на John McAfee Global Technologies, въпреки че този план е изоставен поради спор с Intel за правата върху името „McAfee“. Макафи променя фокуса на MGT от социални игри към киберсигурност, заявявайки в интервю, че „антивирусният софтуер е мъртъв, вече не работи“ и че „новата парадигма е да спре хакера“, преди да нанесе щета.
Скоро след като се присъединява към MGT, Макафи заявява, че той и екипът му са използвали недостатък в операционната система Android, който му е позволил да чете криптирани съобщения от WhatsApp. Gizmodo разследва тези твърдения и съобщава, че Макафи е изпратил на репортери заразени от зловреден софтуер телефони, за да накара този хак да работи. Макафи отговаря на тези обвинения, като написва: „Разбира се, че телефоните имат злонамерен софтуер. Как този зловреден софтуер е попаднал там е историята, която ще пуснем след разговор с Google. Тя включва сериозен недостатък в архитектурата на Android.“
Макафи също така включва MGT в добива на биткойни и други криптовалути, като заявява, че е предназначен както за печелене на пари за компанията, така и за увеличаване на експертния опит на MGT в работата с блокчейн, което според него е важно за киберсигурността.
През август 2017 г. Макафи се оттегля от поста главен изпълнителен директор, вместо да служи като „главен визионер по киберсигурност“ на MGT. През януари 2018 г. той напусна компанията изцяло. И двете страни заявяват, че решението е приятелско, като Макафи казва, че иска да отдаде цялото си внимание на криптовалутите, докато компанията заявява, че те са подложени на натиск от потенциални инвеститори да се разграничат от Макафи.
На 13 август 2018 г. Макафи заема позиция на изпълнителен директор в Luxcore, компания за криптовалути, фокусирана върху корпоративни решения.
През пролетта на 2020 г. Макафи пуска анонимната екологична криптовалута Ghost (Призрак).

## Политически позиции
Макафи е либертарианец, застъпник за декриминализацията на канабиса, прекратяване на войната срещу наркотиците, неинтервенционизъм във външната политика, свободна пазарна икономика, която не преразпределя богатството, и поддържане на свободната търговия. Макафи подкрепи премахването на Администрацията за транспортна сигурност.
Макафи се застъпва за повишаване на кибер-осведомеността и повече действия срещу заплахата от кибервойна.
Макафи се застъпва за религиозната свобода като казва, че собствениците на фирми трябва да могат да откажат услуга при обстоятелства, които противоречат на техните религиозни убеждения, и: „Никой не ви принуждава да купувате нещо или да избирате един човек пред друг. Така че защо трябва да бъда принуждаван да го правя нещо, ако не ви навредя? Това е моят избор да продавам, вашият избор да купувате.“
На 8 септември 2015 г. Макафи обявява, че ще се кандидатира за президент на Съединените щати на президентските избори през 2016 г., като кандидат на новосформираната политическа партия, наречена Киберпартия. На 24 декември 2015 г. той отново обявява кандидатурата си, заявявайки, че вместо това ще търси номинацията за президент на Либертарианската партия. По време на предизборната кампания Макафи последователно се нарежда сред първите трима кандидати за президент на своята партия със своите съперници Гари Джонсън и Остин Петерсен. Тримата кандидати се появяват в първия президентски дебат на Либертарианската партия на 29 март 2016 г.
Макафи обявява, че неговият вицепрезидент ще бъде фотографът, бивш брокер на търговски имоти и либертарианският активист Джъд Вайс. Печели второ място в първичните избори, но е на трето място в Националния конгрес 2016.
Противно на твърдението си от 2016 г., Макафи обявява на 3 юни 2018 г. чрез Twitter, че ще се кандидатира отново за президент през 2020 г. или с Либертарианската партия, или под знамето на своята собствена партия. Основният му акцент в кампанията е да насърчава използването на криптовалути. В крайна сметка той се кандидатира като либертарианец.
На 22 януари 2019 г. Макафи обявява чрез Twitter, че ще продължи кампанията си „в изгнание“, след съобщения, че той, съпругата му и четирима от екипа му са били обвинени в данъчни престъпления от IRS. Макафи посочва, че се намира в „международни води“, а преди това туитва, че е на път за Венецуела. IRS не е коментирала твърдяните обвинения. На 29 юни Макафи туитва, че предизборният му щаб е преместен в Хавана, Куба. Приблизително по същото време Макафи защитава комунистическия революционер Че Гевара в Twitter, като се противопоставя на Либертарианската партия. Председателят на Либертарианския национален комитет Никълъс Сарварк казва: „Този път чувам много малко шум за Макафи ... като защита на Че Гевара от Куба може да го приветства кубинското правителство, но това не резонира добре с либертарианците.“

## Икономически възгледи
През 2019 г. Макафи твърди, че данъците са незаконни, и че не е подавал данъчна декларация от 2010 г. Той сочи себе си като „основна цел“ на Службата за вътрешни приходи на САЩ.
През юли 2017 г. Макафи написа в Twitter, че прогнозира, че цената на един биткойн ще скочи до 500 000 щатски долара в рамките на три години и че „Ако не, ще ям собствената си пишка по националната телевизия“. През юли 2019 г. той продължава да защитава прогноза от 1 милион долара до края на 2020 г. През януари 2020 г. обаче той заявява в Twitter, че предишните му прогнози са просто „хитрост за печелене на нови потребители“, и че биткойнът има ограничен потенциал, защото е „древна технология“.

## Правни въпроси
На 30 април 2012 г. имотът на Макафи в Ориндж Уок Таун, Белиз, е нападнат от звеното за борба с безредиците на полицията в Белиз. По това време Макафи е в леглото с приятелка. В съобщение за пресата на GSU се посочва, че Макафи е арестуван за нелицензирано производство на наркотици и притежание на нелицензирано оръжие. Освободен е без обвинение. През 2012 г. говорителят на полицията в Белиз Рафаел Мартинес потвърждава, че Макафи не е нито осъждан, нито обвиняван, а само заподозрян.
През януари 2014 г. Макафи в Канада твърди, че когато правителството на Белиз нахлува в имението му, то конфискува активите му и че къщата му по-късно изгаря при подозрителни обстоятелства.
На 2 август 2015 г. Макафи е арестуван в окръг Хендерсън, Тенеси, заради шофиране под въздействие на наркотици и притежание на огнестрелно оръжие в нетрезво състояние.
През юли 2019 г. Макафи и членовете на обкръжението му са арестувани, докато яхтата му е била в Пуерто Плата, Доминиканска република по подозрение, че носи висококалибрени оръжия и боеприпаси. След четири дни са освободени.
На 11 август 2020 г. Макафи твърди, че е арестуван в Норвегия по време на пандемията на COVID-19, след като отказва да замени дантелен ремък с по-ефективна маска за лице. По-късно Макафи публикува своя снимка в Twitter с натъртено око, твърдейки, че това се е случило по време на този арест. Снимката на предполагаемия арест обаче показва служител с немската дума за „полиция“ на униформата, така че не би могло да бъде арест в Норвегия. По-късно Аугсбургската полиция потвърждава, че Макафи е направил неуспешен опит да влезе в Германия на този ден, но не е арестуван.
На 12 ноември 2012 г. полицията в Белиз започна издирване на Макафи като „личност, представляваща интерес“ във връзка с убийството на американския емигрант Грегъри Viant Faull. Фол е открит мъртъв от огнестрелна рана на 11 ноември 2012 г. в дома си на остров Амбергрис Кей, най-големият остров в Белиз. Фол е съсед на Макафи. В интервю за Wired от ноември 2012 г. Макафи каза, че винаги се е страхувал, че полицията ще го убие и по този начин отказва рутинните им въпроси, оттогава той избягва властите в Белиз. Премиерът на Белиз, Дийн Бароу, нарече Макафи „изключително параноичен." Макафи избяга от Белиз, когато беше потърсен за разпит относно убийството.
Списанието Vice случайно публикува местоположението на Макафи в гватемалски курорт в началото на декември 2012 г., когато снимка, направена от един от неговите журналисти, придружаващи Макафи, е публикувана с метаданните за геолокация EXIF. Докато е в Гватемала, Макафи поиска от Чад Если, американски карикатурист и аниматор, да създаде блог, така че Макафи да може да пише за своя опит, докато е в бягство. Търси в Гватемала политическо убежище, което му е отказано.
На 6 декември 2012 г. Ройтерс и ABC News съобщават, че Макафи е имал два леки сърдечни пристъпа в гватемалски център за задържане и е бил хоспитализиран. Адвокатът на Макафи заяви, че клиентът му не е претърпял инфаркти, а вместо това е страдал от пристъпи на високо кръвно налягане и тревожност. По-късно Макафи казва, че е фалшифицирал инфарктите, докато е бил задържан в Гватемала, за да спечели време на адвоката си да подаде поредица от жалби, които в крайна сметка предотвратяват депортирането му в Белиз, като по този начин ускорява решението на правителството да го изпрати обратно в Съединените щати.
На 12 декември 2012 г. Макафи е освободен от задържане в Гватемала и депортиран в САЩ.
На 14 ноември 2018 г. окръжният съд в Орландо, Флорида, отказва да отхвърли неправомерно съдебно дело срещу Макафи за смъртта на Faull.
На 5 октомври 2020 г. Макафи е арестуван в Испания по искане на Министерството на правосъдието на САЩ за укриване на данъци. Обвинението твърди, че е спечелил милиони долари от 2014 – 18 г., но не е подал декларации за данък върху доходите. Постъпленията на Макафи през този период ca били основно от криптовалути, консултантски услуги, хонорари за презентации и от продажбата на правата върху историята на живота му. Начинът, по който той е укривал доходите си, според обвинението, e чрез изплащането им в криптовалути или по сметĸи на други лица. От съда не посочват каква сума дължи Макафи.
На 6 октомври 2020 г. Комисията за ценни книжа и борси на САЩ подава жалба, в която се твърди, че Макафи е измамно популяризирал определени ICO. Според SEC, Макафи се е представил като безпристрастен инвеститор, когато е популяризирал ICO, въпреки факта, че според него са му били платени 23 милиона долара дигитални активи в замяна на промоциите.
На 5 март 2021 г. Американската прокуратура за южния окръг на Ню Йорк официално повдига обвинение срещу Макафи и негов изпълнителен съветник, в което се твърди, че измамно популяризират определени криптовалути и изпълняват схеми за помпа и изхвърляне. Макафи е затворен в Испания в очакване на екстрадиция в САЩ. На 23 юни 2021 г. Испанският национален съд разрешава екстрадицията на Макафи в Съединените щати, за наказателни обвинения в Тенеси. Макафи умира няколко часа по-късно. Делото за екстрадиция в Ню Йорк все още е висящо в по-нисък испански съд.

## Смърт
На 23 юни 2021 г. Макафи е намерен мъртъв в своята затворническа килия в Барселона в наказателния център Brians 2, часове след като Испанският национален съд разпорежда екстрадицията му в САЩ по наказателни обвинения, заведени в Тенеси от данъчното управление на Министерството на правосъдието. Каталунското министерство на правосъдието заявява, че Макафи се е самоубил.
Смъртта му предизвика теории за конспирация в интернет по начин, подобен на „Епщайн не се самоуби“. На няколко пъти преди смъртта си Макафи твърди, че ако някога бъде намерен мъртъв чрез обесване, това ще означава, че е бил убит. Минути след съобщението за смъртта му, изображение на буквата Q беше публикувано в неговата емисия в Instagram (като починал човек, акаунтът му вече е свален), вероятно във връзка с конспиративната теория на QAnon. В пресата тези теории са посочени като спекулативни, „бизарни“ и „неоснователни“, като основният им източник на доказателства се състои главно от собствените изявления на Макафи. В деня след смъртта му адвокатът му каза пред репортери, че макар редовно да поддържа контакт с Макафи в затвора, няма признаци за суицидни намерения. Вдовицата на Макафи потвърждава тази позиция в първите си публични изказвания след смъртта на съпруга си.
В показания в испанския Национален съд в средата на юни Макафи отрича всички обвинения срещу себе си в Съединените щати, твърдейки, че имат „политически характер“.
Месец преди злополучния край, съпругата му Джанис Дайсън казва „Не казвам, че Илон Мъск трябва да е в затвора. Това е смешно. Просто заявявам, че според обвинителния акт на Джон Макафи той е обвинен, че се е занимавал с подобна дейност, така че тъй като Илон не е в затвора за своите действия, нито Джон трябва да бъде.“ Тя заявява пред медиите, че съпругът и не се е самоубил, като обвинява затова американското правителство.
Три дни преди смъртта на Макафи, съпругата му твърди, че правителството на САЩ иска той да умре в затвора, пишейки в Twitter: „Честността на Джон често го затруднява с корумпирани правителства и корумпирани държавни служители заради откровения му характер и отказа му да бъде изнудван, сплашван или мълчалив. Сега американските власти са решени Джон да умре в затвора, за да даде пример на изказващите се срещу корупцията в техните правителствени агенции.“

## Личен живот
Макафи се жени три пъти. Той се запознава с първата си съпруга около 1968 г., докато прави докторска дисертация в Североизточния Луизиански държавен колеж, а тя е студентка. Аферата им довежда до изключването му от колежа. Жени се за втората си съпруга Джуди, бивша стюардеса в American Airlines около 1987 г. и се развежда през 2002 г. Вечерта след пристигането на Макафи в Съединените щати, след като е депортиран от Гватемала през декември 2012 г., той се запознава с Джанис Дайсън, тогава проститутка, 30 години по-млада от него в Саут Бийч, Маями Бийч, Флорида. Започват връзка и се женят през 2013 г. Двойката се премества в Портланд, Орегон, през 2013 г.
В статия от 2012 г. в Mensa Bulletin, списанието на американската Mensa, Макафи заявява, че разработването на първата търговска антивирусна програма го е превърнало в „най-популярната хакерска цел“ и хакерите виждат хакерството му като почетен знак. За собствената си киберсигурност той казва, че кара други хора да му купуват компютърно оборудване, използва псевдоними за настройка на компютри и влизания и промяна на IP адреси по няколко пъти на ден. Когато го попитали по друг повод дали лично е използвал антивирусния софтуер на McAfee, той отговорил: „Свалям го, твърде дразни.“
През 2015 г. той пребивава в Лексингтън, Тенеси. През декември 2018 г. той пише в Twitter, че има „47 генетични деца“.